# Slak (metallurgie)

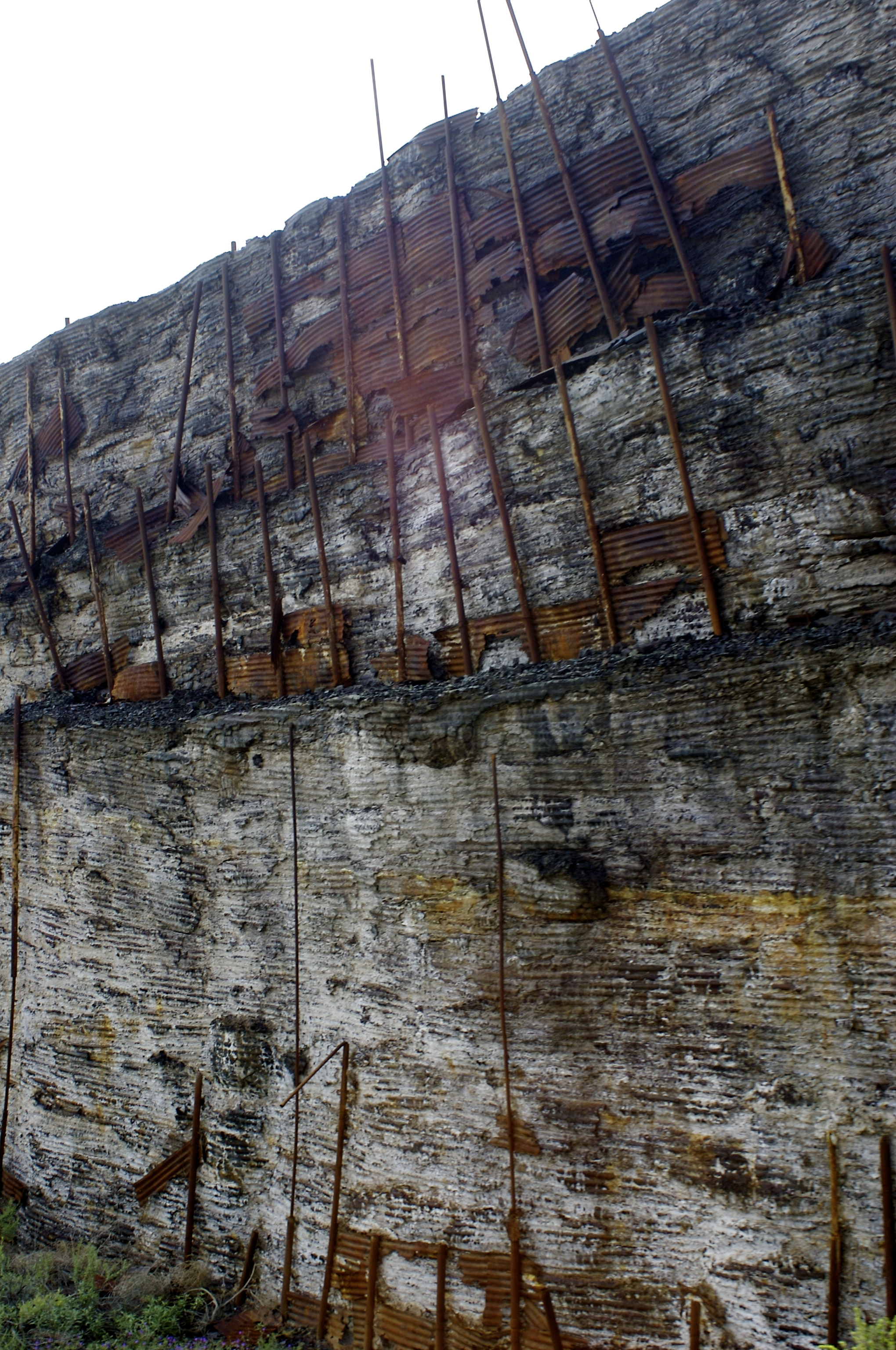
Stapels slak

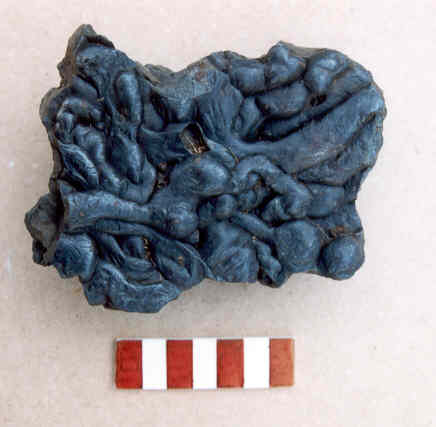
Een ijzerslak

Slak is het bijproduct van de extractieve metallurgie dat vooral bestaat uit vloeibare oxiden. In sommige processen wordt ook een sulfidische vloeistof gevormd genaamd matte.
Hoogovenslak of hoogovengranulaat is het restant van de reactie tussen steenkool en erts in een hoogoven, als bijproduct van vloeibaar ruwijzer: door de hoge temperaturen in de hoogoven smelt alles en worden ijzer en andere metalen gereduceerd. Het zwaardere metaal zinkt naar de bodem terwijl de resterende oxiden, de slak, erbovenop blijft drijven. Zogenoemde “staalslakken” zijn dan ook een bijproduct in de productie van staal.

## Vorming en functie
In de hoogoven wordt het ijzer uit het ijzererts gereduceerd. Ook alle edelere metalen zullen in het vloeibaar ijzer oplossen. De minder edele metalen zullen niet gereduceerd worden en in de slak terechtkomen. In verdere stappen in de staalproductie, zoals de convertor, worden oxiden op het vloeibaar ijzer of staal toegevoegd om bepaalde onzuiverheden gemakkelijker op te nemen. De slak heeft daar ook de functie om het staal af te dekken en voor afkoeling en oxidatie te beschermen. In de non-ferrometallurgie is de slak vaak een tussenstap met een scheidingsfunctie. Een bepaald metaal, bijvoorbeeld lood, wordt dan naar de slak geoxideerd, om dan afgetapt te worden en elders tot het metaal (het zuivere lood) te worden gereduceerd.

## Samenstelling
Hoogovenslak bevat in hoofdzaak siliciumoxide, calciumoxide, magnesiumoxide en aluminiumoxide. De slak bevat ook steeds een beperkte hoeveelheid ijzeroxide.
Convertorslak bevat door de oxiderende omstandigheden meer ijzeroxide. Slak van de productie van roestvast staal bevat chroomoxide (Cr2O3), meestal in de vorm van MgO · Cr2O3-spinel, en slakken van non-ferrometallurgie kunnen vele verschillende metalen bevatten.

## Eigenschappen
De eigenschappen van slak zijn sterk afhankelijk van de samenstelling. Voor een industrieel proces zijn vaak de volgende eigenschappen van belang:
- De basiciteit: de verhouding van basische tot zure oxiden. Deze verhouding geeft o.a. een indicatie voor de compatibiliteit met de refractaire wanden.
- Het smeltpunt: bij een te laag smeltpunt wordt de slak te reactief, bij een te hoog te viskeus. Onder het smeltpunt zal de slak vaste deeltjes bevatten. Daarom worden fasediagrammen gemaakt met het liquidusoppervlak.
- De viscositeit: dit is van belang wanneer de slak goed moet vloeien, zoals bij slakschuimen.

## Hergebruik
Het is in het voordeel van de metaalproducent als ook de slak een nuttige toekomst krijgt en niet gedumpt of verwerkt moet worden.

### Cementproductie
Gegranuleerde hoogovenslak wordt verkregen als de gesmolten slak van de hoogovens snel wordt afgekoeld met water (schrikken). De hoogovens van de Europese staalindustrie produceren meer dan 16 miljoen ton gegranuleerde slak per jaar. Tata Steel Nederland produceert jaarlijks ongeveer 0,65 miljoen ton staalslak.
De gegranuleerde slak is niet verder van belang voor de staalfabrikant, maar wel van groot belang voor de cementindustrie; de slak wordt hoofdzakelijk gebruikt als toeslagstof bij Portlandcement. Tot 80% van de Portlandklinker hierin kan vervangen worden door gegranuleerde hoogovenslak. Men spreekt dan van hoogovencement. Doordat het gehalte Portlandklinker lager is, ligt ook de uitstoot van CO2 voor de productie van hoogovencement gevoelig lager.

### Betonproductie
Ook andere slakken kunnen verder gebruikt worden. Een typische toepassing is als toeslagmateriaal voor beton. De toepasbaarheid hangt af van mechanische eigenschappen zoals de sterkte, en milieuvoorwaarden zoals de samenstelling en uitloogbaarheid van zware metalen.

### Bemesting
Vanwege de hoge gehaltes aan kalk, ijzer en fosfor worden slakken ook als bemesting gebruikt (thomasslakkenmeel).

### Ondergrondse CO2-opslag
Een andere toepassing die wordt overwogen, is het opnemen van CO2 uit processen die fossiele brandstoffen gebruiken (CO2-afvang en -opslag).

### Spa-behandeling
In Duitsland is lange tijd het proceswater - waarmee de slak werd afgekoeld - gebruikt voor vermeend heilzame slakkenbaden.

### Asfalt en stoepen
In asfalt worden slakken gebruikt omdat het sterk is en daardoor makkelijker verkeer aankan. Ook is de CO2-uitstoot bij het gebruik van slakken relatief laag.

## Milieuproblemen
Hoewel de milieurisico’s van staalslakken al eind twintigste eeuw onder de aandacht werden gebracht van de toezichthoudende instanties zoals de Inspectie Leefomgeving en Transport (ILT), het RIVM en de Algemene Rekenkamer, uitten deze pas sinds begin jaren 2020 hun zorgen richting de Nederlandse overheid — naar zowel Rijkswaterstaat als het Ministerie van Infrastructuur en Waterstaat — over de risico’s van staalslakken. Het gebruik ervan leidt op meerdere locaties tot ernstige milieuproblemen door het uitlogen van zware metalen en het verhogen van de zuurgraad van het grondwater dat met de staalslakken in contact komt. De bestaande wet- en regelgeving biedt volgens hen onvoldoende bescherming tegen deze milieurisico’s.
Op 21 juli 2025 heeft demissionair staatssecretaris van Infrastructuur en Waterstaat Thierry Aartsen (VVD) op aandringen van de Tweede Kamer een noodregeling ingesteld.
De noodregeling verbiedt het gebruik van staalslakken op plaatsen waar mensen ermee in aanraking kunnen komen. Ook mogen staalslakken niet meer worden toegepast in lagen dikker dan een halve meter. Voor alle andere toepassingen op land geldt een vergunningsplicht.